# Équipe d'Algérie de football en 1984
L'équipe d'Algérie de football participe lors de cette année à la Coupe d'Afrique des nations 1984 organisée en Côte d'Ivoire. L'équipe d'Algérie est entraînée par Hamid Zoub

## Les matchs
| Date             | Stade, Ville, Pays                                     | Adversaire         | Score          | Comp | Buteurs algériens                                                 |
| 6 janvier 1984   | Stade du 5 Juillet 1962 Alger, Algérie                 | Égypte             | 1 - 1          | QJO  | Bensaoula 1re                                                     |
| 7 février 1984   | Stade du 5 Juillet 1962 Alger, Algérie                 | Roumanie           | 1 - 1          | A    | Bencheikh 80e                                                     |
| 17 février 1984  | Stade international du Caire Le Caire, Égypte          | Égypte             | 1 - 0          | QJO  |                                                                   |
| 21 février 1984  | Stade du Prince Faisal bin Fahd Riyad, Arabie saoudite | Arabie saoudite    | 4 - 2          | A    | Menad 36e, Fergani 59e ; Belloumi                                 |
| 5 mars 1984      | Stade de Bouaké Bouaké, Côte d’Ivoire                  | Malawi             | 3 - 0          | CAN  | Bouiche 29e, Belloumi 36e, Fergani 38e                            |
| 8 mars 1984      | Stade de Bouaké Bouaké, Côte d’Ivoire                  | Ghana              | 2 - 0          | CAN  | Menad 75e, Bensaoula 85e                                          |
| 11 mars 1984     | Stade de Bouaké Bouaké, Côte d’Ivoire                  | Nigeria            | 0 - 0          | CAN  |                                                                   |
| 14 mars 1984     | Stade de Bouaké Bouaké, Côte d’Ivoire                  | Cameroun           | 0 - 0 5 - 4tab | CAN  |                                                                   |
| 17 mars 1984     | Stade Félix Houphouët-Boigny Abidjan, Côte d’Ivoire    | Égypte             | 3 - 1          | CAN  | Madjer 67e, Belloumi 70e, Yahi 88e                                |
| 10 octobre 1984  | Erzgebirgsstadion Aue, RDA                             | Allemagne de l'Est | 5 - 2          | A    | Belloumi 85e, Menad 88e                                           |
| 16 octobre 1984  | Stade du 5 Juillet 1962 Alger, Algérie                 | Canada             | 1-0            | A    | ce match n'existe pas , l'algerie n'a jamais rencontrée le canada |
| 28 décembre 1984 | Stade Félix Houphouët-Boigny Abidjan, Côte d’Ivoire    | Ghana              | 2 - 1          | A    | Yahi 30e                                                          |
| 30 décembre 1984 | Stade Félix Houphouët-Boigny Abidjan, Côte d’Ivoire    | Tunisie            | 3 - 1          | A    | Jefjef 25e 60e, Yahi 75e                                          |

Légende: A : Match amical  / CAN : Coupe d'Afrique des nations de football 1984

### Bilan
| Rang | Équipe  | Pts | J  | G | N | P | Bp | Bc | Diff |
| ---- | ------- | --- | -- | - | - | - | -- | -- | ---- |
| #    | Algérie | 12  | 12 | 4 | 4 | 4 | 18 | 16 | +2   |